# Ламбо Порязов
Ламбо Порязов е български предприемач и революционер, деец на Вътрешната македоно-одринска революционна организация.

## Биография
Ламбо Порязов е роден в югозападния македонски град Костур, тогава в Османската империя, днес в Гърция. Отваря собствена сараческа работилница в града и в същото време се включва в дейността на ВМОРО. През есента на 1900 година се включва в околийския комитет на ВМОРО заедно с Михаил Самарджиев - Гегата (или Гетата) Подпомага делото като дава личния си кон за обиколки на други дейци от ВМОРО в околията. По-късно се прехвърля в София, където също открива сараческа работилница на улица „Мария Луиза“. Изработва част от облеклото на Македоно-одринското опълчение през 1912 година.